# Haplostoma eruca
Haplostoma eruca – gatunek widłonoga z rodziny Botryllophilidae. Nazwa naukowa tego gatunku skorupiaków została opublikowana w 1869 roku przez angielskiego zoologa Alfreda Merle Normana.